# Hashidate (1894)
El Hashidate (橋立?) era el tercer (y último buque) de la Clase Matsushima de cruceros protegidos de la Armada Imperial Japonesa. Fue el único de la clase construido en Japón. Al igual que sus buques gemelos, el Matsushima y el Itsukushima, su nombre viene de uno de los más famosos y pintorescos lugares de Japón, en este caso, de Ama-no-hashidate, en la  Prefectura de Kioto, en el mar de Japón.

## Diseño y construcción

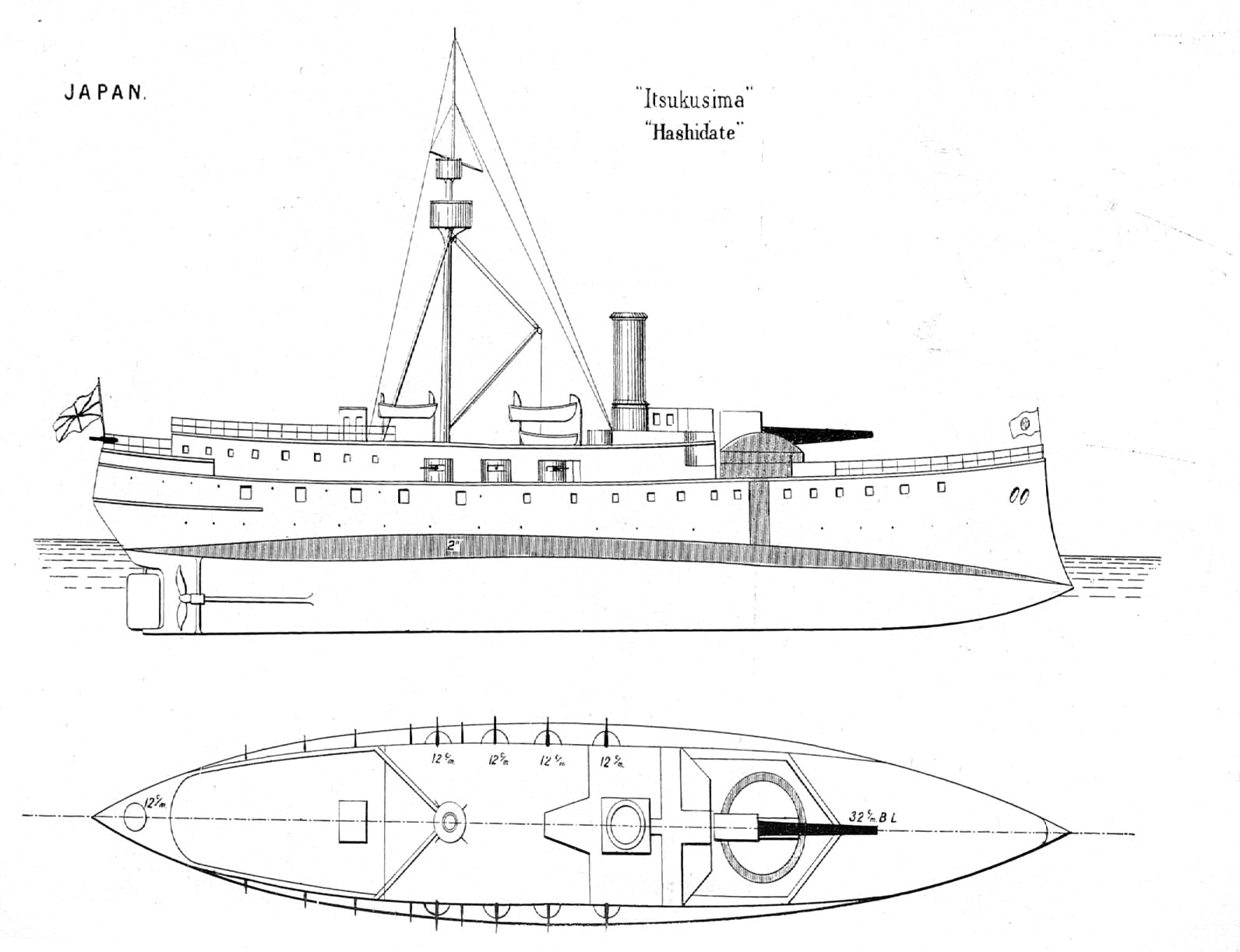
Dibujo del Ikutsushima, gemelo del Hashidate

Formando parte de la columna vertebral de la Armada Imperial Japonesa durante la primera guerra chino-japonesa, los cruceros de la clase Matsushima estaban basados en los principios de la Jeune École, promovida por el militar francés y arquitecto naval Emile Bertin.
El gobierno japonés no tenía los recursos o presupuesto suficientes para construir una gran armada de acorazados para contrarrestar a los pesados buques de la Flota de Beiyang china. En su lugar, Japón adoptó la radical teoría de usar pequeños y rápidos cruceros, con blindaje ligero y artillería de pequeño calibre y largo alcance, con la adaptación de una única gran pieza de 320 mm, del modelo francés Canet.
El diseño resultaba poco práctico, porque el retroceso del enorme cañón era demasiado para un buque de tan poco desplazamiento, y su tiempo de recarga era excesivamente largo. No obstante, los cruceros clase Matsushima, sirvieron bien a su propósito contra la pobremente equipada y mandada flota de China.
Originalmente, los planes de construcción incluían un cuarto buque, en esta clase,  pero su construcción fue finalmente cancelada.

## Historia operacional
El Hashidate fue completado justo antes de que estallase la primera guerra sino-japonesa y entró en combate en la Batalla del río Yalu y en el siguiente ataque a Weihaiwei. 
El Hashidate fue reclasificado como Crucero de 2.ª Clase el 21 de marzo de 1898. 
El 25 de febrero de 1901, el Hashidate, y su gemelo el Itsukushima, dejaron su base de Yokosuka para realizar un viaje que tocó Manila, Yakarta, Hong Kong, Inchon, Pusan, Gensan, y Vladivostok, volviendo a Yokosuka el 14 de agosto de 1901. 
Durante la guerra ruso-japonesa, el obsoleto Hashidate y sus buques gemelos fueron asignados al 5º Escuadrón de Reserva de la 3ª Flota, junto al igualmente anticuado buque torreta Chin'en, bajo el mando del almirante Shichiro Kataoka.
Estuvo presente en el bloqueo de Port Arthur, en la batalla del Mar Amarillo y en la decisiva batalla de Tsushima. Más tarde, asignado a la 4.ª Flota Japonesa, fue parte de la flotilla que participó en la invasión japonesa de la isla de Sajalín.
El 28 de agosto de 1912, el Hashidate fue reclasificado como Buque de Defensa Costera de 2.ª Clase. Fue dado de baja de la lista de buques activos el 1 de abril de 1922, y enviado al desguace en 1927.

### Hashidate (1939)
Otra unidad llevó el mismo nombre, el cañonero fluvial Hashidate botado en 1939 y hundido en el Frente del Pacífico el 22 de mayo de 1944.

## Galería

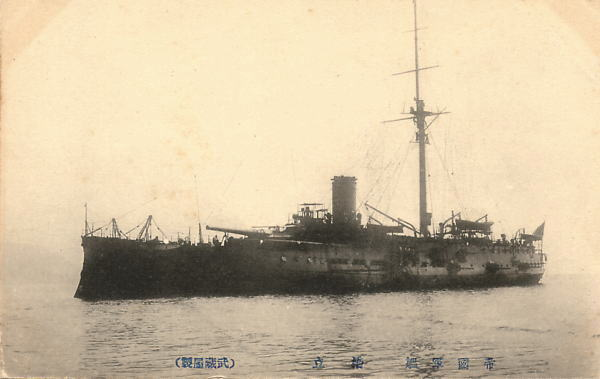
El crucero en una postal de 1905.

## Anexos
- Anexo:Buques de la Armada Imperial Japonesa

- Datos: Q549561
- Multimedia: Hashidate (ship, 1894) / Q549561